# Franklin (Massachusetts)
Franklin is een plaats (city) in de Amerikaanse staat Massachusetts, en valt bestuurlijk gezien onder Norfolk County.

## Demografie
Bij de volkstelling in 2000 werd het aantal inwoners vastgesteld op 29.560.
In 2006 is het aantal inwoners door het United States Census Bureau geschat op 31.267, een stijging van 1707 (5.8%).

## Geografie
Volgens het United States Census Bureau beslaat de plaats een oppervlakte van
70,0 km², waarvan 69,3 km² land en 0,7 km² water. Franklin ligt op ongeveer 73 m boven zeeniveau.

## Plaatsen in de nabije omgeving
De onderstaande figuur toont nabijgelegen plaatsen in een straal van 16 km rond Franklin.